# Zostera noltii
Espèce
Classification APG II (2003)
Statut de conservation UICN

 LC  : Préoccupation mineure
Zostera noltii, appelée le Varech de Nolti ou la Zostère naine, est une espèce d'herbe marine, plantes à fleurs de la famille des Zosteraceae, qui se rencontre sur les fonds marins sableux ou sablo-vaseux de l’hémisphère Nord. Elle peut être plus ou moins mêlée à Zostera marina, avec laquelle elle forme des herbiers marins.

## Description morphologique

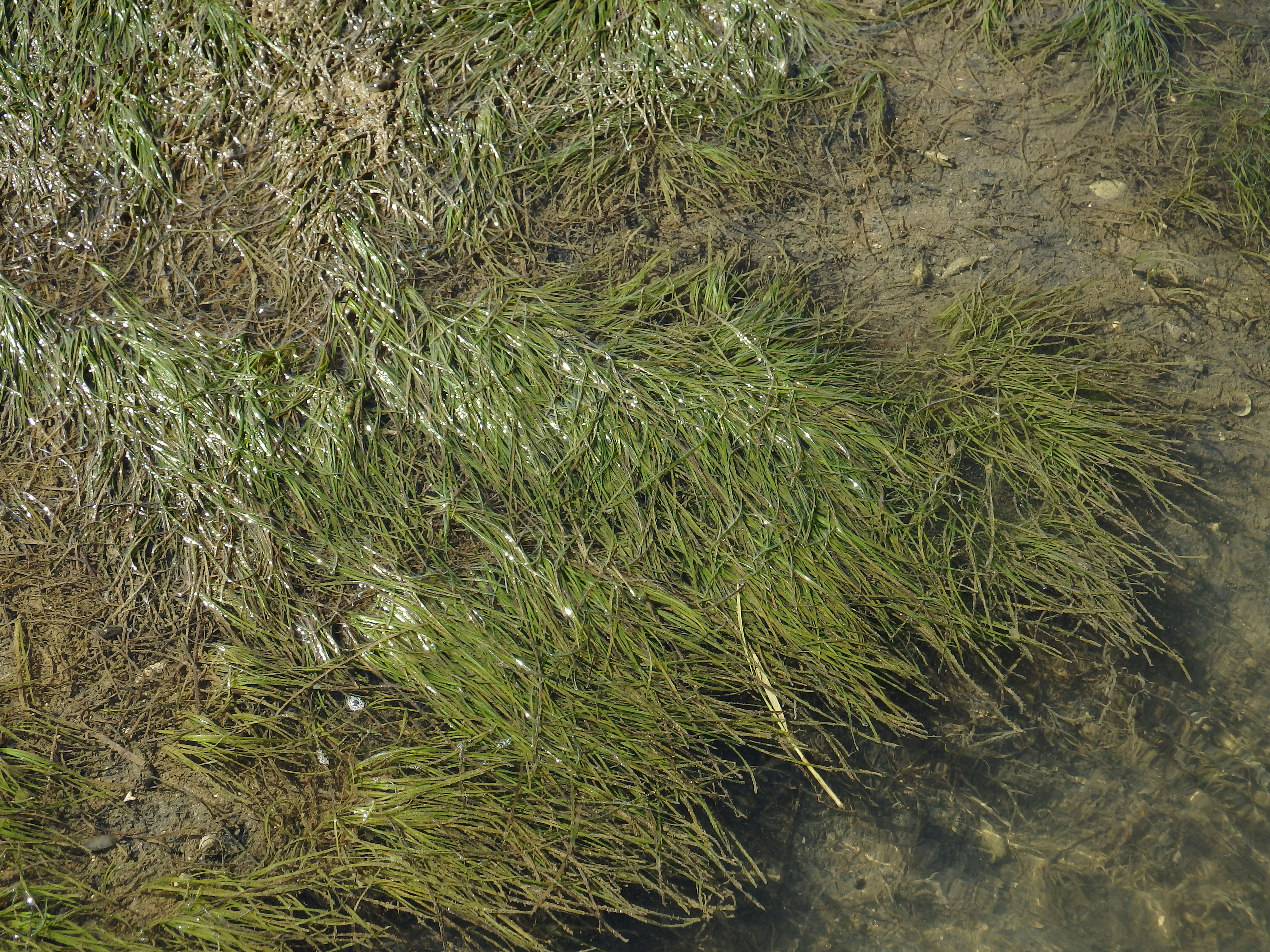
Zostera noltei au Portugal.

Cette plante vivace, herbacée, possède un rhizome très grêle qui émet au niveau de ses nœuds des radicelles minces, groupées par 2 ou 3. Les feuilles sont vert clair, linéaires, très étroites (0,5 à 1,5 mm), et présentent trois nervures (une nervure centrale et deux latérales près des bords). Ces feuilles, longues de 4 à 20 cm, ont un sommet arrondi et souvent incurvé en son centre.

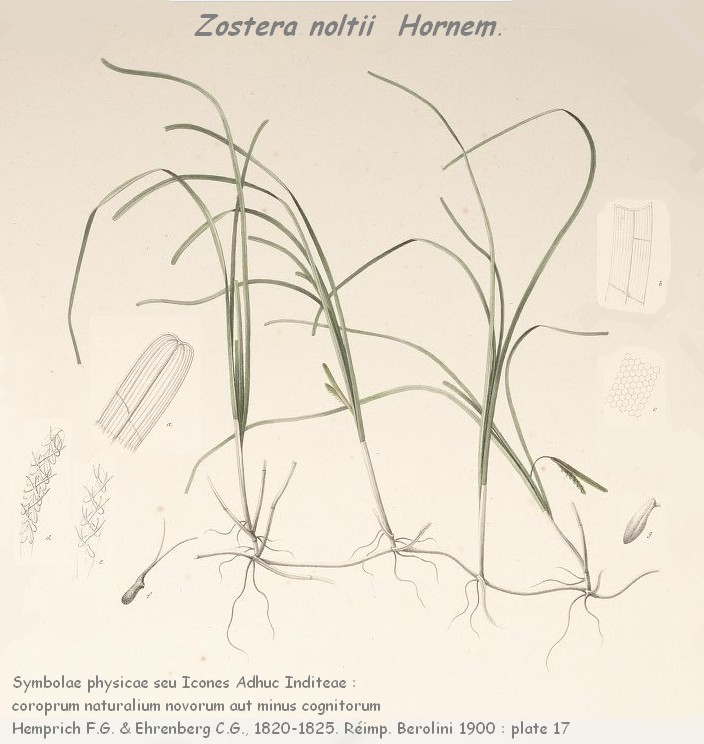
Zostera noltii d'après Hemprich & Ehrenberbg

## Reproduction
La reproduction est soit asexuée (rhizome) soit sexuée (fleurs unisexuées, cachées par les gaines des feuilles). Les fleurs, qui apparaissent entre avril et juin, sont regroupées en épis simples (spadices). Ces derniers sont presque plats et portent 3 à 12 fleurs accompagnées de bractéoles. Les fruits sont ovales (1 mm sur 2), arrondis à la base, brunâtres et lisses.
Cette plante est monoïque (contrairement à Cymodocea), c'est-à-dire que les fleurs mâles et femelles sont portées par les mêmes pieds. La graine mesure moins de 1 mm de long et ne germe que si la salinité de l’eau est inférieure à celle de la mer.

## Répartition et habitat
Les herbiers de Zostera noltii se répartissent en Manche, Atlantique (notamment en rade de Brest, Golfe du Morbihan, île de Noirmoutier, Marennes, Arcachon...). 

Plus généralement cette espèce résistante et assez tolérante du point de vue écologique, se rencontre le long des côtes atlantiques de l’Europe, depuis la Norvège méridionale au nord, jusqu’à la Mauritanie au sud, où elle peuple les vases sableuses formant de vastes prairies ou herbiers ; en Méditerranée, mer Noire, mer Caspienne et mer d'Aral. En mer Caspienne et d'Aral, elle est même la seule plante aquatique.
En Méditerranée, Zostera noltii se trouve en fond de baie et dans les lagunes littorales des côtes continentales (Étang de Thau, Étang de Berre, littoral de la Camargue, Nord du Golfe de Fos, Port-Cros...) et de Corse,.
Les Zostera noltii coexistent dans les mêmes zones géographiques que les Zostera marina, dans des herbiers monospécifiques ou mixtes, par exemple dans l'étang de Thau (Hérault, France). Cependant, l'espèce Zostera noltii semble plutôt localisée dans les eaux peu profondes (0,1-1,5 m), où les contraintes mécaniques sont fortes et les sédiments de texture grossière et pauvre en matière organique ; Zostera marina se développant plutôt dans la frange profonde (1-3 m), dans des zones à hydrodynamisme modéré et sur des sédiments fins et riches en matière organique.

## Intérêt écologique
Dans la littérature Zostera noltii est très souvent étudiée en association avec Zostera marina. On a d'ailleurs qualifié les deux espèces de sympatriques, c'est-à-dire que leurs aires de répartition respectives peuvent se recouvrir et qu'il n'y a pas hybridation entre elles.

La zostère naine a un rôle essentiel pour le milieu aquatique en ce qui concerne l'apport en dioxygène et en nutriments, constituant des zones de reproduction, de nurserie et des aires de nourrissage. Elle sert d'abri à divers animaux (crevettes, hippocampes, oursins...), favorisant une grande diversité biologique. Si, par rapport à la Zostère marine, la zostère naine présente un intérêt écologique moindre en termes d’habitat pour la macrofaune marine, elle présente l’intérêt majeur de constituer la nourriture hivernale principale des oies bernaches et de certains canards, notamment en Bretagne.

## Systématique

### Étymologie
Zostera   noltii Hornem. 1832 ou Zostera   noltei Hornem., vient de  Zostera (du grec zoster : ruban ou ceinture) et de noltii (ou noltei), en hommage à Ernst Ferdinand Nolte (1791-1875), botaniste allemand, professeur à l’université de Kiel.

### Autres appellations scientifiques

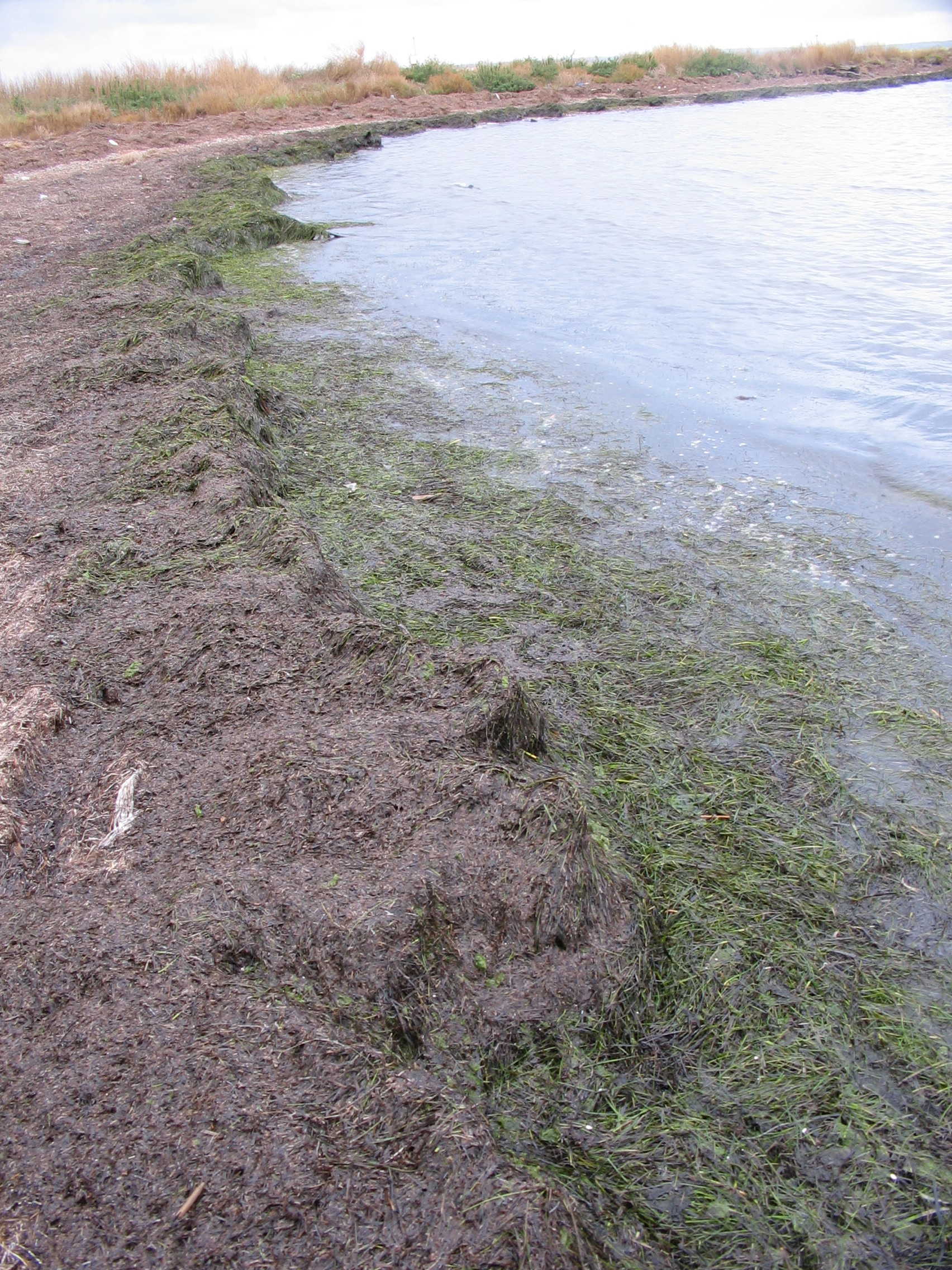
Banquettes de Zostera noltii à Port-Saint-Louis-du-Rhône, plage de Carteau (décembre 2009).

Dans certains ouvrages, Zostera noltii Hornem. est nommée Nanozostera noltii (Hornem.) Toml. & Posl.
De fait, la bibliothèque numérique Aluka donne la synonymie de Nanozostera noltii :
- Zostera nana Mert. ex Roth
- Zostera hornemanni Rouy
- Zostera noltii Hornem.

Tela Botanica ne retient que le nom Zostera noltei Hornem. avec 5 synonymes :
- Zostera nana Roth, 1827
- Zostera uninervis Rchb., 1830
- Zostera minor Nolte ex Rchb., 1842, 1844
- Zostera nodosa, 1845
- Zostera pumila Le Gall, 1850